# 埃尔策
埃尔策（德語：Elze，發音：[ˈɛltsə] ⓘ）是德国下萨克森州希尔德斯海姆县的城市，面积47.81平方千米，2023年12月31日人口为9,252人。